# Astrid Bless
Astrid Bless (* 4. Juni 1944 in Mittweida; † 30. Dezember 2009 in Berlin) war eine deutsche Synchronsprecherin, Kabarettistin und Schauspielerin.

## Leben
Astrid Bless studierte an der Theaterhochschule Leipzig und war viele Jahre Protagonistin am Leipziger Schauspielhaus, wo sie verschiedene Rollen übernahm, wie die „Ophelia“ in Hamlet, die „Viola“ in Was ihr wollt oder die „Schustersfrau“ in dem gleichnamigen Stück von Federico García Lorca. Auch an der Tribüne in Berlin und dem Stuttgarter Renitenztheater gastierte sie. Sechs Jahre lang war sie Mitglied der Academixer in Leipzig.
Astrid Bless gastierte als Kabarettistin mit Dorit Gäbler unter anderem in Leipzig und Halle und war mit ihrem Claire-Waldoff-Programm in vielen Städten Deutschlands eine gefeierte Interpretin.
Sie war auch als Schauspielerin tätig und gestaltete oftmals Rollen in Fernsehspielen. So gehört zum Beispiel der Part der „Thea Kaskel“ in der Unterhaltungsserie Klein, aber Charlotte von 1990 zu ihren bekanntesten Auftritten. Im Jahr 1970 gehörte sie zu den Moderatoren des Jugendmagazins Sei dabei! Mehrmals war sie auch in der Filmreihe Polizeiruf 110 zu sehen (u. a. Mit List und Tücke 1986, Die letzte Kundin 1987, Thanners neuer Job 1991), in Der Staatsanwalt hat das Wort oder in der Zirkusserie Aerolina. Im Fernsehtheater Moritzburg trat sie zwischen 1967 und 1982 ein gutes Dutzend Mal auf, so in Hauptrollen in Theodor Gottlieb Hippels Der Mann nach der Uhr oder Der ordentliche Mann (1971), Carlo Goldonis Herren im Haus (1972), Giovanni Boccaccios Liebe mit Engel Gabriel (1973), Frigyes Karinthys Der Zaubersessel (1975), Traudel Brenneckes Der Versager (1979) und Rolf Neuparths Stimmung unterm Dach (1982).
Als Synchronsprecherin lieh sie ihre Stimme unter anderem Sophia Loren, Candice Bergen, Holland Taylor und Claudia Cardinale. Zu ihren bekanntesten Sprecherrollen zählte die der Oberhexe Walpurgia in der Hörspielserie Bibi Blocksberg, die sie für die verstorbene Maria Axt übernahm. In der Zeichentrickserie W.i.t.c.h. sprach sie die böse Hexe Nerissa. 
Bis zu ihrem Tod synchronisierte sie Holland Taylor in der Rolle der Evelyn Harper in Two and a Half Men und Roma Maffia als Dr. Liz Cruz in Nip/Tuck – Schönheit hat ihren Preis. Die Synchronisation von Holland Taylor übernahm Kerstin Sanders-Dornseif und Helga Sasse führte die Synchronisation von Roma Maffia fort.  Im  Dezember 2009 starb sie im Alter von 65 Jahren in Berlin.

## Filmografie (Auswahl)

### Synchronisation
Pam Grier
- 1997: Jackie Brown als Jackie Brown
- 1999: Der zuckersüße Tod als Detective Vera Cruz
- 2006–2009: The L Word (Fernsehserie) als Kit Porter

Carmen Maura
- 2000: Allein unter Nachbarn als Julia
- 2004: Im Schatten von Lissabon als Berta

CCH Pounder
- 2004–2009: The Shield – Gesetz der Gewalt (Fernsehserie) als Det. Claudette Wyms
- 2009: Orphan – Das Waisenkind als Schwester Abigail

#### Filme
- 1960: Sherlock Holmes: Gespenster im Schloss – Hillary Brooke als Sally Musgrave
- 1966: 7 Mann und ein Luder – Sylvie Bréal als Monica
- 1969: Sherlock Holmes: Die Perle der Borgia – Evelyn Ankers als Naomi Drake
- 1969: Sherlock Holmes: Die Frau in Grün – Eve Amber als Maude
- 1993: Auf der Flucht – Julianne Moore als Dr. Anne Eastman
- 2001: Schlimmer geht’s immer! – Nora Dunn als Lutetia Fairbanks
- 2002: Spurwechsel – Susan Varon als Sheryl Buckburg
- 2003: 18 Jahre später – Line Renaud als Julie
- 2003: Flight Girls – Candice Bergen als Sally Weston
- 2004: I Heart Huckabees – Angela Grillo als Angela Franco
- 2005: Solange du da bist – Caroline Aaron als Grace
- 2005: Die Geisha – Shizuko Hoshi als alte Sayuri / Erzähler
- 2006: Aquamarine – Die vernixte erste Liebe – Lulu McClatchy als Bonnie
- 2006: Children of Men – Pam Ferris als Miriam
- 2007: Halloween als Karen
- 2007: No Country for Old Men – Tess Harper als Loretta Bell
- 2008: Der Vorleser – Linda Bassett als Luise Brenner

#### Serien
- 1973–1974: Janosik – Held der Berge – Ewa Lemanska als Maryna
- 1994: Eine fröhliche Familie – Taeko Nakanishi als Mary March
- 1995–1997: Picket Fences – Tatort Gartenzaun – Leigh Taylor–Young als Rachel Harris
- 2004: Rubi – Bezauberndes Biest – Leonorilda Ochoa als Dona Lola
- 2004–2009: Nip/Tuck – Schönheit hat ihren Preis – Roma Maffia als Liz Cruz
- 2005–2009: Two and a Half Men – Holland Taylor als Evelyn Harper
- 2005–2009: Lost – L. Scott Caldwell als Rose
- 2006: Desperate Housewives – Shirley Knight als Phyllis Van De Kamp
- 2006–2008: Queer as Folk – Sharon Gless als Debbie Novotny
- 2008: iCarly – Mindy Sterling als Miss Briggs

### Fernsehen
- 1966: Zeugen (Fernsehspiel)
- 1967: Joi, Mama (Fernsehtheater Moritzburg)
- 1968: Er kam mit dem Herbstwind (Fernsehtheater Moritzburg)
- 1969: Barents heißt unser Steuermann
- 1972: Schöner Urlaub (Fernsehtheater Moritzburg)
- 1972: Kinder, Kinder... (Fernsehtheater Moritzburg)
- 1974: Wolz – Leben und Verklärung eines deutschen Anarchisten
- 1976: Unter sechs Augen (Fernsehtheater Moritzburg)
- 1977: Ein unerwünschter Gast (Fernsehtheater Moritzburg)
- 1978: Der Staatsanwalt hat das Wort: Ich kündige
- 1982: Ich weiß von nichts (Fernsehtheater Moritzburg)
- 1986: Polizeiruf 110: Mit List und Tücke (Fernsehreihe)
- 1987: Polizeiruf 110: Die letzte Kundin (Fernsehreihe)
- 1988: Der Geisterseher
- 1988: Der Staatsanwalt hat das Wort: Rosi fehlt
- 1990: Klein, aber Charlotte
- 1990: Garantiert ungestört
- 1990: Aerolina
- 1991: Akt mit Blume
- 1991: Polizeiruf 110: Thanners neuer Job (Fernsehreihe)
- 2007: Schloss Einstein, Folge 469

## Hörspiele
- 1968: Rolf Schneider: Stimmen danach (Starlet) – Regie: Walter Niklaus (Hörspiel – Rundfunk der DDR)
- 1999: Reinhard Kuhnert: Gemeinsam der Zukunft entgegen – Regie: Reinhard Kuhnert/Hilmar Bachor (Hörstück – WDR)